# Ocean Seaman (schip, 1942)
De Ocean Seaman was een Brits stoomvrachtschip, een Brits liberty-schip van 7.178 ton, dat tijdens de Tweede Wereldoorlog door een Duitse onderzeeboot werd uitgeschakeld.

## Geschiedenis
Ze werd gebouwd in 1942 door Todd-Bath Iron Shipbuilding Corp. Portland, Maine, Verenigde Staten. De eigenaar was F. C. Strick & Co. Ltd, Londen, waar ze ook haar thuishaven had. Ze werd afgewerkt in september 1942 voor het Ministerie van Oorlog en Vervoer (MoWT). Haar laatste reisroute liep vanaf Philippeville, Algiers, Gibraltar en naar Liverpool, waar ze nooit aankwam. Ze was geladen met ballast.
Op 15 maart 1943, omstreeks 18.45 u., werd de Ocean Seaman, onder bevel van kapitein Edward Bacon, die met het konvooi ET-14 meevoer, zwaar beschadigd en getorpedeerd door de U-380 van Josef Röther, op ongeveer 60 zeemijl, ten westen van Algiers. Het schip werd op sleeptouw genomen door de Amerikaanse torpedojager USS Paul Jones (DD-230) en de volgende dag, in de buurt van Algiers, lieten ze haar stranden op de Algerijnse kust, op positie 36°55' N. en 01°59' O., waar ze totaal verloren werd verklaard. Kapitein Bacon en de volledige bemanning van 48 bemanningsleden en 10 kanonniers werden opgepikt door de Britse mijnenveger HMS MMS-133 en het Britse handelsschip Eildon, en landden met hen in Gibraltar en Oran.